# 어머니 하나님
어머니 하나님은 아버지 하나님에 대비되는 개념으로 여성적 하나님을 칭하는 용어이다. 교단과 교리에 따라 하늘 어머니라는 용어를 사용하기도 한다. 보편적으로 기독교는 '아버지 하나님'만을 유일신으로 인정하고 있는데, '하늘 부모'라는 교리 개념을 주장하는 신흥종교 단체에서 부(父)를 아버지 하나님 또는 하늘 아버지라고 칭하고 모(母)를 어머니 하나님 또는 하늘 어머니라고 칭한다. 가톨릭과 정교회는 예수의 어머니라는 뜻에서 마리아를 '테오토코스(하느님의 어머니)'라고 표현하기도 하지만 하늘 부모로서 어머니 하나님과는 다른 개념이다.

하늘 부모 교리와 어머니 하나님 또는 하늘 어머니 교리를 주장하는 것으로 알려진 신흥종교에는 하나님의교회 세계복음선교협회, 예수 그리스도 후기 성도 교회, 세계평화통일가정연합 등이 있다. 용어는 유사하지만 교단별 교리는 다소간 다르다고 주장하고 있다. 교단별 구체적인 교리는 각 교단별 문서를 참고하기 바란다.

## 같이 보기
- 테오토코스